# جائزة بلجيكا الكبرى 1987
جائزة بلجيكا الكبرى 1987 هو سباق فورمولا 1 أقيم بتاريخ 17 مايو 1987 في حلبة دي سبا فرانكورشومب، حمام معدني، بلجيكا. كان الثالث من أصل 16 في بطولة العالم لسباقات الفورمولا واحد موسم 1987. حلّ الفرنسي ألن بروست أولا بينما جاء السويدي ستيفان يوهانسون في المركز الثاني وحصل على المركز الثالث الإيطالي أندريا دي سيساريس.

## وصلات خارجية
- الموقع الرسمي